# Teoria di gauge su reticolo
In fisica, una teoria di gauge su reticolo è una teoria di gauge in cui l'usuale spaziotempo continuo viene discretizzato con un reticolo tipicamente ipercubico di punti. Le divergenze ultraviolette della teoria di campo sono in questo modo regolarizzate.
Sebbene nemmeno la regolarizzazione su reticolo sia in grado di fornire metodi in grado di risolvere molte teorie di gauge analiticamente, le teorie di gauge su reticolo hanno avuto un grandissimo sviluppo perché permettono lo studio delle interazioni forti in modo non perturbativo mediante simulazione al computer. Grazie a simulazioni su reticoli sempre più grandi e con passo reticolare sempre più piccolo, è possibile ritrovare il comportamento delle teorie del continuum spazio-temporale.
Importanti supercomputer per ricerche di questo genere sono stati quelli costruiti in Italia nell'ambito del progetto APE100.

## Trattazione teorica
Per trattare le teorie di gauge su un reticolo, si applica una rotazione di Wick allo spaziotempo di Minkowski, rendendolo uno spazio euclideo; a questo punto, lo spazio viene discretizzato con un reticolo caratterizzato da un passo reticolare {\displaystyle a}. In alcuni casi, come nella cromodinamica su reticolo, in cui i campi fermionici sono definiti sui punti del reticolo, questo porta alla duplicazione dei fermioni, mentre questo non succede con i bosoni di gauge che sono definiti sulle connessioni (azione di Wilson-Ginsparg). Invece di un vettore potenziale come nel caso del continuum spazio-temporale, le variabili dei campi di gauge sono definite sui punti di connessione del reticolo e corrispondono al trasporto parallelo lungo il bordo che assume valori nel gruppo di Lie. Pertanto per simulare la cromodinamica quantistica (QCD), per la quale il gruppo di Lie è SU(3), vi è una matrice speciale unitaria 3 per 3 definita su ogni connessione. Ogni fronte del reticolo è chiamato placca.

## Azione di Yang-Mills
Nella teoria di Yang-Mills, l'azione di Yang-Mills viene descritta usando i loop di Wilson su ogni placca in modo tale che il limite {\displaystyle a\to 0} formalmente dà luogo all'azione originale nel continuum.
Più precisamente, abbiamo un reticolo con vertici, bordi e superfici. Nella teoria su reticolo viene spesso usata una terminologia alternativa costituita da siti, connessioni e placche. Questo ricorda l'origine del campo nella fisica dello stato solido. Mentre ogni bordo può non avere un orientamento intrinseco, per definire le variabili gauge si assegna un elemento di un gruppo di Lie compatto G ad ogni bordo dandogli un orientamento detto U. Fondamentalmente l'assegnazione per un bordo in un dato orientamento è il gruppo inverso dell'assegnazione allo stesso bordo orientato al contrario. Analogamente le placche non hanno orientamento intrinseco, ma si può dare loro un orientamento temporaneo per poter eseguire i calcoli. Data una rappresentazione irriducibile esatta ρ di G, l'azione di Yang-Mills su reticolo è:
{\displaystyle S=\sum _{F}-\Re \{\chi ^{(\rho )}(U(e_{1})\cdots U(e_{n}))\}}
(la somma su ogni sito del reticolo dei componenti reali del loop di Wilson). Quindi, χ è il carattere (traccia) e la componente reale è ridondante se accade che ρ sia una rappresentazione reale o pseudoreale. Gli e1, ..., en sono gli n bordi dell'ansa di Wilson in sequenza. La cosa simpatica è che se anche l'ansa di Wilson viene scossa, il suo contributo all'azione rimane invariato.
Vi sono molteplici azioni di Yang-Mills su reticolo a seconda di quale loop di Wilson viene utilizzata nella formula sopra riportata. La più semplice è l'azione di Wilson 1×1 in cui il loop di Wilson è una placca e differisce dall'azione nel continuum perché l'azione continua è proporzionale alla piccola spaziatura {\displaystyle a} del reticolo. È possibile utilizzare loop di Wilson più complicati per formare azioni in cui la differenza è proporzionale a {\displaystyle a^{2}}, il che consente di ottenere calcoli più accurati. Queste sono note come azioni migliorate.

## Calcoli
Per calcolare una quantità (come la massa di una particella) in una teoria di gauge su reticolo, si potrebbe calcolare per ogni possibile valore di campo di gauge su ogni connessione e poi si potrebbe fare la media. In pratica ciò è impossibile e quindi viene usato il metodo Monte Carlo per calcolare la quantità. Configurazioni casuali (valori dei campi di gauge) sono generate con probabilità proporzionale a {\displaystyle e^{-\beta S}}, dove {\displaystyle S} è l'azione su reticolo per quella configurazione e {\displaystyle \beta } è in relazione al reticolo intervallato {\displaystyle a}. La quantità viene calcolata per ogni configurazione. Il valore reale della quantità è quindi trovato prendendo la media del valore di un gran numero di configurazioni. Per trovare il valore della quantità nella teoria del continuum questo viene ripetuto per svariati valori di {\displaystyle a} ed estrapolato a {\displaystyle a=0} con calcoli che utilizzano algoritmi della dinamica molecolare o dell'insieme microcanonico.
La teoria di gauge su reticolo è dunque un importante mezzo per la cromodinamica quantistica (QCD). La versione discontinua della QCD è chiamata QCD su reticolo. Il confinamento del colore della QCD è stato dimostrato nella simulazione di Monte Carlo. Il deconfinamento ad alte temperature porta alla formazione di un plasma di quark e gluoni. Inoltre è stato dimostrato che essa corrisponde esattamente ai modelli a schiuma di spin a condizione che i soli loop di Wilson che compaiono nell'azione siano sopra le placche.